# Sunny Hill Festival
 (транскр.  Сани хил фестивал) је музички фестивал који се одржава у Доњој Брњици, у близини Приштине. Организује га певачица Дуа Липа заједно са својим оцем, Дукађином Липом. Сав остварени приход намењен је хуманитарној организацији Sunny Hill Foundation. Највећи је фестивал овог типа у Србији, док је до 2025. прво место држао Exit.

## Историја

### 2018.
Прво издање фестивала одржано је између 10. и 12. августа 2018. у Парку природе Грмија. Према речима организатора, фестивалу је присуствовало више од 18.000 људи. Међутим, The New York Times је известио да капацитет од 15.000 места није попуњен. Цена улазница била је 55 долара, што су многи критиковали због високе стопе незапослености на Косову и Метохији, посебно међу младима. Фестивал је организовала певачица Дуа Липа заједно са својим оцем како би прикупила новац за хуманитарну организацију Sunny Hill Foundation.
Дуа Липа је била главни извођач, а њен отац је такође наступио са својом групом ODA уз бројне извођаче са Косова и Метохије и из Албаније, док су главни извођачи такође били Action Bronson и Мартин Гарикс. Action Bronson, који се залаже за легализацију конопље, био је ухапшен након свог наступа на фестивалу јер је пушио џоинт на бини и поделио га са публиком.

### 2019.
Друго издање фестивала одржано је између 2. и 4. августа 2019. у Парку природе Грмија. На фестивалу су наступили међународни извођачи, као што су Калвин Харис, Gashi, Klangkarussell, Мајли Сајрус, као и Дуа Липа. Такође је наступило неколико албанских музичара као што су Buta, Ељвана Ђата, Илира, Кејси Тоља, Kida, Ледри Вуља, Lyrical Son, MC Kresha, Njomza и Ил Лимани.

### 2022.
У јулу 2021. Дуа Липа је објавила да је треће издање фестивала заказано за 2022. годину у Приштини, између 4. и 7. августа. Дана 14. јуна 2022. Sunny Hill Festival је путем објаве на званичном  налогу потврдио да се фестивал преселио из Приштине у Тирану због кашњења власти у обезбеђивању потребних дозвола за место одржавања. Шест дана касније, Sunny Hill Festival је поново путем објаве на званичном  налогу потврдио да ће се фестивал одржати у Приштини између 4. и 7. августа, док ће у Тирани бити одржан између  26. и 28. августа.

### 2023.
Крајем маја 2023. Sunny Hill Festival је објавио вест да четврто издање фестивала неће бити одржано пре 2024. Разлог неодржавања фестивала 2023. године било је стицање земљишне дозволе на новој и сталној локацији где ће фестивал у будућности бити организован.

### 2024.
У фебруару 2024. објављена је вест да ће четврто издање фестивала у Приштини бити одржано између 25. и 28. јула. Такође је објављена вест да је Sunny Hill Festival премештен на нову и проширену локацију у Доњој Брњици, у близини Приштине. Разлог премештања био је већи капацитет и изградња сопственог, сталног простора.

## Поставе
| Година | Место                                   | Датум                                   | Посећеност                              | Главни извођачи                         | Други извођачи |
| ------ | --------------------------------------- | --------------------------------------- | --------------------------------------- | --------------------------------------- | --- |
| 2018.  | Приштина                                | 10—12. август                           | 18.000                                  | Дуа Липа · Мартин Гарикс ·              | · Грејс Картер · Ледри Вуља · & · Дафина Зећири · Генц Салиху · Шпат Деда · Дрен Абази & · Албан Муја · Ода Халити · Ил Меги · Арт Халити                                                    |
| 2019.  | Приштина                                | 2—5. август                             | 60.000                                  | Мајли Сајрус · Калвин Харис · Дуа Липа  | · Ељвана Ђата · Ледри Вуља · Илира · Барни Флечер · Ил Лимани · Астрит Куртаим · Кејси Тоља · Арт Љокај · Бојкен Љако · Ерно ·                                                               |
| 2020.  | Отказано због пандемије ковида 19       | Отказано због пандемије ковида 19       | Отказано због пандемије ковида 19       | Отказано због пандемије ковида 19       | Отказано због пандемије ковида 19 |
| 2021.  | Отказано због пандемије ковида 19       | Отказано због пандемије ковида 19       | Отказано због пандемије ковида 19       | Отказано због пандемије ковида 19       | Отказано због пандемије ковида 19 |
| 2022.  | Приштина                                | 4—7. август                             | 80.000                                  | Дуа Липа · Џеј Балвин ·                 | · Бурак Јетер · Мамуд · Ељвана Ђата · Ghetto Geasy · Гозман · Камал · Ромео Бланко · Ледри Вуља · Емир Таха · Ил Лимани · Дурата Дора · Ерно · Адријан · Галоски · Ерос x Арт Љокај · Едон · |
| 2022.  | Тирана                                  | 26—28. август                           | 15.000                                  | ·                                       | Дрен Абази · Дафина Зећири · Ељгит Дода · Камелија · Арт Љокај · Ледри Вуља · Арт Халити · Аљбан Чела · Вин Вели · Адријан · Барни Флечер                                                    |
| 2023.  | Отказано због потраге за сталним местом | Отказано због потраге за сталним местом | Отказано због потраге за сталним местом | Отказано због потраге за сталним местом | Отказано због потраге за сталним местом |
| 2024.  | Приштина                                | 25—28. јул                              | 100.000                                 | Биби Рекса ·                            | Адријан Бериша · Блета Пертаге · Клое Каје · Дафина Зећири · Дани Џонсон · Дурата Дора · Едгар Кери · Елса Мала · Лаб Садику · Ледри Вуља · Ил Лимани ·                                      |
| 2025.  | Приштина                                | 1—3. август                             |                                         | Дуа Липа · Шон Мендес · Skream          | Адријан Бериша · Бана Захити · Ера Истрефи · Ледри Вуља · Љоредана · Едгар Кери · Сијена Спиро · Томи Голд ·                                                                                 |